# Нейман, Софи
Софи Нейман (нидерл. Sophie Nijman; 16 апреля 1986, Хейно, Нидерланды) — нидерландская конькобежка, чемпионка Нидерландов в спринтерском многоборье среди юниоров. Выступала за команду "VPZ" до 2010 года, в сезоне 2010/11 выступала за "Anker Verzekert". В сезоне 2012/13 - за команду "MKBasics".

## Биография
Софи Нейман начала кататься на коньках в раннем детстве. В сезоне 1998/99 года она выиграла первое своё соревнование, заняв 1-е место в мини-спринте среди юниоров на чемпионате провинции Оверэйссел, а в 2001 году начала выступления на чемпионате Нидерландов среди юниоров. С сезона 2005/2006 выступала на чемпионатах Нидерландов на взрослом уровне. В 2007 стала 5-й на чемпионате Нидерландов в спринтерском многоборье, и в 2008 году выиграла спринт среди юниоров на чемпионате Нидерландов. Через год стала 1-й в забегах на 500 и 1000 м среди юниоров.
В декабре 2009 года на олимпийском отборе заняла 8-е место в беге на 500 м и 6-е на 1000 м, тем самым не смогла квалифицироваться в олимпийскую сборную. В 2010 году дебютировала на чемпионате мира по спринту в Обихиро, где заняла 13 место в многоборье, а также в марте впервые участвовала на этапе Кубке мира. Следующие 2 сезона она так и не смогла добраться до медалей чемпионата Нидерландов и в 2012 году завершила карьеру спортсменки.

## Личная жизнь
Софи Нейман окончила в 2012 году Университет Гронингена в степени магистра наук по клинической психологии. С 2013 по сентябрь 2015 года работала психологом в компании INTER-PSY, GGZINTER-PSY, GGZ. С 2017 по февраль 2022 года в Амстердаме состояла в компании GZ в качестве медицинского психолога, после чего переехала в Гронинген, где по-настоящее время работает в университетском центре (UMCG) психиатрии.